# Рукоположение

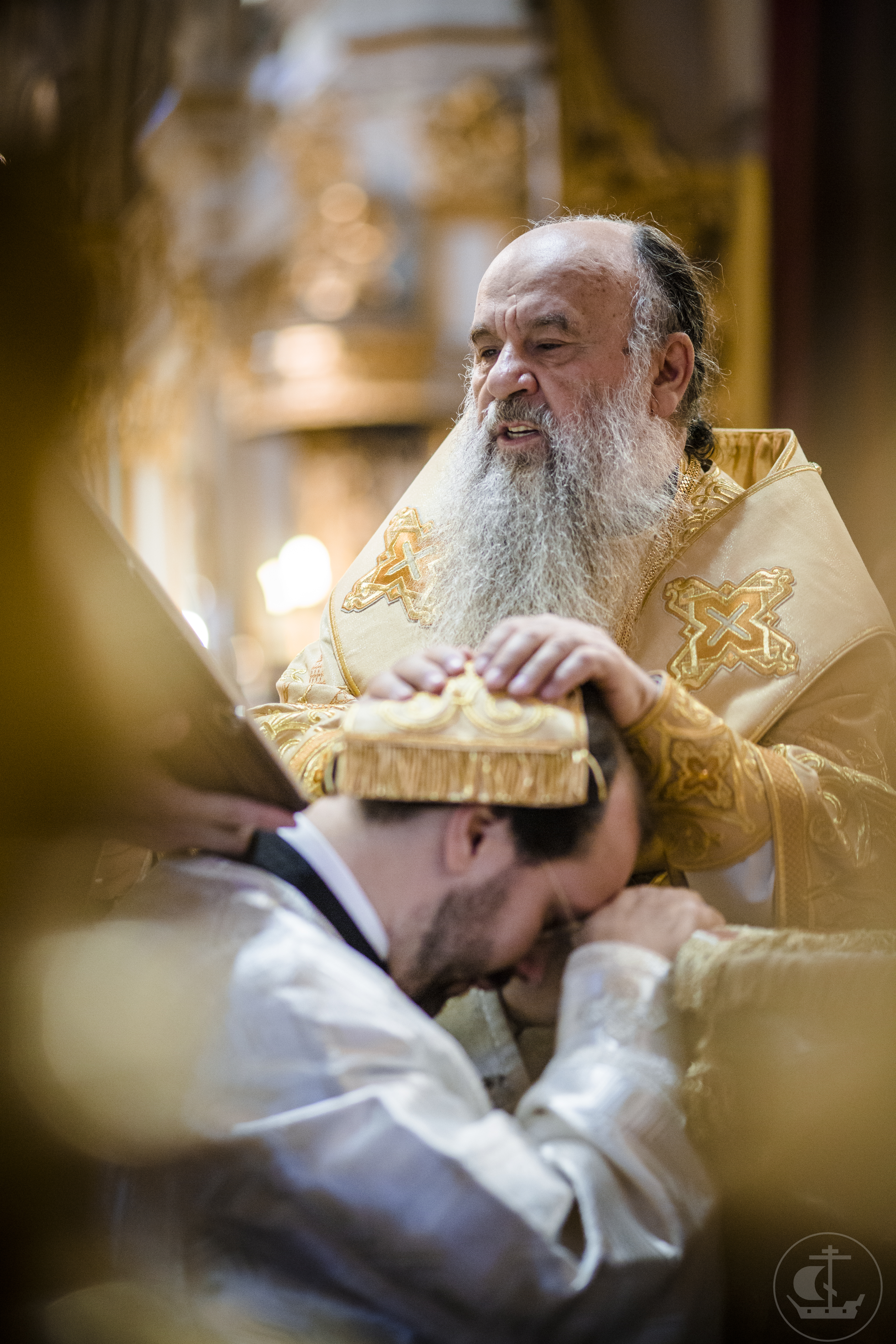
Митрополит Варсонофий (Судаков) рукополагает диакона Андрея Бондарева во пресвитера

Рукоположе́ние, также хирото́ния (херотония, др.-греч. χειροτονία в Древней Греции — «голосование поднятием рук», от χείρ — «рука» и τονόω — «придавать силу») — обряд, при совершении которого кандидат посвящается в духовный сан, то есть получает квалификацию священнослужителя с правом выполнения особых религиозных обрядов и церемоний.
Церемония рукоположения в каждой религии различаются, а в некоторых, например, в исламе, отсутствуют.

## Терминология
В Древней Греции при выборе высших должностных лиц «хиротонией» называли голосование поднятием рук. С течением времени этот термин из светского стал церковным и получил значение, с одной стороны, избрания в клир, путём голосования, а с другой стороны самого акта поставления (рукоположения) в ту или другую степень. Однако затем термин «хиротония» утратил своё древнее значение и стал употребляться только для обозначения поставления в степени клира.

## В Библии
Религиозная традиция рукоположения появилась ещё в Ветхом Завете. В одних случаях рукоположение считалось символом благословения человека и его потомства:

«Но Израиль простер правую руку свою и положил на голову Ефрему, хотя сей был меньший, а левую на голову Манассии. С намерением положил он так руки свои, хотя Манассия был первенец. И благословил...»
— Быт. 48:14—15
В других — ветхозаветные священники свои руки возлагали на голову жертвенных животных:

« И привел [Моисей] тельца для жертвы за грех, и Аарон и сыны его возложили руки свои на голову тельца за грех; и заколол его [Моисей] и взял крови,..»
— Лев. 8:14—15
В Новом Завете сообщается, что первыми были рукоположены 7 диаконов:

«Тогда двенадцать Апостолов, созвав множество учеников, сказали: нехорошо нам, оставив слово Божие, пещись о столах. Итак, братия, выберите из среды себя семь человек изведанных, исполненных Святаго Духа и мудрости; их поставим на эту службу, а мы постоянно пребудем в молитве и служении слова. И угодно было это предложение всему собранию; и избрали Стефана, мужа, исполненного веры и Духа Святаго, и Филиппа, и Прохора, и Никанора, и Тимона, и Пармена, и Николая Антиохийца, обращенного из язычников; их поставили перед Апостолами, и сии, помолившись, возложили на них руки.»
— Деян. 6:2—6
Возложение рук священного лица на каждого христианина уже при крещении считалось обязательным:

«Находившиеся в Иерусалиме Апостолы, услышав, что Самаряне приняли слово Божие, послали к ним Петра и Иоанна, которые, придя, помолились о них, чтобы они приняли Духа Святаго. Ибо Он не сходил еще ни на одного из них, а только были они крещены во имя Господа Иисуса. Тогда возложили руки на них, и они приняли Духа Святаго.»
— Деян. 8:14—17
В настоящее время такое возложение рук заменило миропомазание.
Существовало даже рукоположение в апостола:

«Когда они служили Господу и постились, Дух Святый сказал: отделите Мне Варнаву и Савла на дело, к которому Я призвал их. Тогда они, совершив пост и молитву и возложив на них руки, отпустили их.»
— Деян. 13:2—3
Возложение рук с молитвой на страждущих считалось целительным:

«Отец Публия лежал, страдая горячкою и болью в животе; Павел вошел к нему, помолился и, возложив на него руки свои, исцелил его.»
— Деян. 28:8
Апостольская преемственность считается необходимой концепцией для рукоположения, все рукоположенные священнослужители должны быть рукоположены епископами, которые были рукоположены другими епископами, обращаясь к епископам, рукоположённым апостолами, которые были рукоположены Христом, великим Первосвященником, который даровал своё священство своим апостолам.

## Иудаизм
В Танахе подробно описано посвящение кохенов (священников, потомков Аарона), включавшее возложение рук (см. Книгу Исход).
В иудаизме обряд рукоположения раввина (учителя и эксперта в области иудаизма в широком смысле слова) называется смихой (буквально «покрывание», «рукоположение»), сегодня — документ, подтверждающий присвоение звания раввина, а также определяющий круг его полномочий.
В то время как еврейское слово смиха часто переводится в нееврейских источниках как «рукоположение», раввин не является священником, он толкует Тору и может выступать судьёй.
Такое отождествление закона с религией подразумевало, что судьи должны были обладать не только юридическими знаниями и квалификацией, но иметь и духовную квалификацию, и назначение судей было не только гражданской церемонией, но и религиозной.

## Христианство
Как посвящение в степень священства
Рукоположение является наиболее важной частью таинства священства, при котором человек наделяется благодатью Святого Духа исполнять соответствующее сану служение. Также рукоположение может называться «таинством священства». Есть три степени священства:
1. диакон;
2. пресвитер;
3. епископ.

Только человек, рукоположённый в пресвитера и епископа, может совершать таинства (в особенности, принимать исповедь, преломлять хлеб во время причастия, помазывать больного, венчать), проводить богослужение и совершать требы (панихиды, молебны, освящение домов).
Рукоположение в епископа осуществляется несколькими епископами; рукоположение в священника или диакона осуществляется одним епископом. Так первое из Правил святых апостолов гласит: «Епископа да поставляют два или три епископа», а второе правило гласит: «Пресвитера и диакона и прочих причетников да поставляет един епископ», также 13-й канон Карфагенского собора (419 год) гласит: «Многие епископы, собравшись, да поставляют епископа. А по нужде три епископа, в каком бы месте ни были они, по повелению первенствующаго, да поставляет епископа».
В Православной церкви рукоположение в диакона и пресвитера заключается в возложении епископом рук на их голову, а при рукоположении в епископа в возложении на его голову Евангелия и рук архиереев. В православии в диаконы и священники могут быть рукоположены как женатые мужчины (без права повторного брака), так и принявшие обет безбрачия, в епископы ― только безбрачные священники.
В Латинской церкви, за исключением случаев крайней необходимости, рукоположение в епископа должны совершать не менее трёх епископов. В Католической церкви латинского обряда (это не относится к униатам-католикам) мужчины, вступившие в брак, могут становиться только диаконами, но не могут стать священниками.
В католических и англиканских церквях рукоположение традиционно проводилось в Дни поста и молитвы (по три дня 4 раза в год в католической и англиканской церквях), хотя число священнослужителей, которые могут быть посвящены в одну и ту же службу, не ограничено.
В Восточной православной церкви посвящения могут совершаться в любой день года, в который может быть совершена полная литургия с евхаристическим каноном и, соответственно, с освящением Святых Даров (диаконы могут быть также рукоположены во время такой литургии), но только один человек может быть рукоположен в каждом чине при одной службе. То есть на каждой литургии возможно рукоположить не более одного епископа, одного пресвитера и одного диакона.
Как простое благословение
Часто архиереи и священники возлагают свои руки на головы верующих, подошедших к ним для получения благословения, или просто для «дежурного» приветствия священника (или епископа). Такое благословение стало ещё более популярным в период эпидемии COVID-19, чтобы избежать целование руки благословляющего священника.

## Ислам
Мусульмане формально не назначают религиозных лидеров. Рукоположение рассматривается как отдельный аспект других религий и отвергается. В исламе нет официального и отдельного духовенства.
Религиозных лидеров обычно называют «имамами», «шейхами». Титул «имам» относится к тому, кто ведёт молитву и может также использоваться в лингвистическом смысле для любого, кто ведёт других мусульман в молитвах в собраниях. «Шейх» — это арабское слово, означающее «старец», и используется как почётный титул для руководителей религиозных объединений; «шайха» — женщина-шейх, женщина-руководитель.

## Буддизм
Традиция рукоположенного монашеского сообщества (сангха) началась с Будды, который установил общины монахов, а затем монахинь. Порядок рукоположения в буддизме изложен в Писаниях Виная и буддийского монашеского устава, называемого на пали Патимоккха (санскр. Пратимокша). В настоящее время существуют три традиции посвящения бхикшу (буддийских монахов), в которых человек может получить рукоположение согласно учению Будды.